# Moja rodzina (film 1987)
Moja rodzina (tytuł oryginalny: Familja ime) – albański film fabularny z roku 1987 w reżyserii Alberta Xholiego.

## Opis fabuły
Kalina pozostaje sama po śmierci swojego męża. Jej siostrzeniec Stavri postanawia zaopiekować się ciotką, a jego córka przekonać ją do nowego stylu życia, typowego dla młodego pokolenia.
Film realizowano w Durrës i w Tiranie.

## Obsada
- Roza Anagnosti jako Liria, matka Very i Marjety
- Anila Karaj jako Vera Kodra, córka Stavriego
- Matilda Makoçi jako Marjeta Kodra
- Liza Laska jako Kalina
- Armend Marko jako Armandi
- Sheri Mita jako Stavri
- Pandi Raidhi jako Tasi
- Atiqet Bendo jako Marika
- Vera Zhyji jako Zyli